# Elena Tokoun
Elena Vasiliïevna Tokoun (russe : Елена Васильевна Токун), née le 15 mars 1974 à Moscou (RSFS de Russie), est une ancienne joueuse russe de water-polo. Elle est médaillée de bronze aux Jeux de 2000.

## Carrière
Membre de l'équipe russe lors des Jeux olympiques d'été de 2000, elle remporte la médaille de bronze de la compétition féminine.

## Palmarès

### Jeux olympiques
- Jeux olympiques d'été de 2000 à Sydney ( Australie) :
  -  médaille de bronze du tournoi féminin

### Championnats d'Europe
- Championnats d'Europe 1999 à Prato ( Italie) :
  -  médaille de bronze du tournoi féminin
- Championnats d'Europe 1997 à Séville ( Espagne) :
  -  médaille d'argent du tournoi féminin